# Григорьев-Истомин, Николай Алексеевич
Никола́й Алексеевич Григорьев-Истомин (1872—1937) — русский драматург, музыкант, педагог.

## Биография
Николай Алексеевич Григорьев родился в дворянской семье в Москве в 1872 году. Закончил классическую гимназию и в 1890 поступил в Московскую консерваторию, где учился по классу фортепиано и по классу музыковедения у Сергея Танеева. Позже окончил Драматическое отделение Музыкально-драматического училища Московского филармонического общества по классу Осипа Правдина и в звании свободного художника занимался преподаванием в музыкальных школах. С этого времени начинает использовать творческий псевдоним Григорьев-Истомин и уже под этой фамилией подписывает открытое письмо к общественности во время революционных событий 1905 года с инициативой создания «Всеросийского союза деятелей изящных искусств», которое вместе с ним подписал композитор Сергей Рахманинов и многие другие деятели искусства. С 1908 работал в Оперном театре Зимина и в Театре «Орион».
Николай Григорьев-Истомин написал более десяти пьес, но не все пьесы сохранились. В1914 году вступил в «Всеросийское общество драматических писателей и оперных композиторов». В декабре 1914 состоялась премьера пьесы «Сёстры Кедровы» в Александринском театре в Петрограде в постановке режиссёра Анатолия Долинова, а в Малом театре в Москве эта пьеса шла с января 1915. В том же году в Малом театре вышел спектакль по пьесе «Дружеское поручение» в постановке режиссёра Евгения Лепковского, а в сентябре 1916 года в театре была поставлена ещё одна пьеса — «Семья Пучковых и собака» режиссёром Сергеем Фохтом.
В 1916 году Николай Григорьев-Истомин получил Грибоедовскую Премию за пьесу «Сёстры Кедровы».
Николай Григорьев-Истомин писал сценарии к фильмам немого кино на киностудии Александра Ханжонкова и для киноателье Дмитрия Харитонова. Фильмы по его сценариям ставили кинорежиссёры Михаил Вернер, Владислав Ленчевский и Пётр Чардынин, а в ролях снимались такие артисты немого кино, как А. Бек-Назаров и В. Брыдзинский.
Пьесы «Сёстры Кедровы» и «Семья Пучковых и собака» перешли из дореволюционных сезонов в репертуар Малого театра первых лет советского периода. В 1920-е и 30-е годы Николай Григорьев-Истомин работал в Малом театре, в Московской консерватории и ГИТИСе, где преподавал музыку речи. Был членом «Всероссийского театрального общества».
Скончался 15 марта 1937 года, похоронен на Новодевичьем кладбище.

## Фильмография
- Испанское недорозумение, 1915. Акц. общество А. Ханжонков. Сценарий Николай Григорьев-Истомин, режиссёр Пётр Чардынин. Актеры: А. Херувимов (Николай Павлович), Л. Триденская (его жена), Д. Читорина (Дора, их дочь), С. Квасницкий (Василий Васильевич, ее муж), Г. Азагаров (Федя, его друг), В. Брыдзинский (человек из ресторана).

- Веселая кадриль, 1916. Акц.общество А. Ханжонков. Сценарий Николай Григорьев-Истомин, режиссёр Владислав Ленчевский, оператор М. Владимирский. Актеры: Е. Божевская и А. Бек-Назаров, Е. Южная и Н. Башилов.

- Барышня из кафе или Золотая грязь, 1917. Творческий дом Д. Харитонов. Сценарий Николай Григорьев-Истомин, режиссёр Михаил Вернер, оператор Александр Рылло. Актёры: А. Юрина (II), Георгий Сарматов, Солнцева, Леопольд Иост, П. Стоянов.
- Лёличкина карьера, 1917. Акц.общество А. Ханжонков. Сценарий Николай Григорьев-Истомин.

## Личная жизнь
Жёны и дети:
- Анна Матвеена Москалёва (1874 - 1952), дети в  первом браке: Анатолий Григорьев, София Григорьева (Боровская), Евгений Григорьев, Лидия Григорьева (Певцова), Юрий Григорьев, Таисия Григорьева.
- Юлия Васильевна Муха (1878 - 1919), дочь Нина Григорьева.
- Вера Андреевна Чурина (1892 - 1959).